# Slippery
Slippery è il singolo del trio hip hop statunitense Migos, in collaborazione con il collega rapper Gucci Mane.

## Descrizione
Il singolo ha debuttato alla radio il 16 maggio 2017 come terzo singolo estratto dal secondo album in studio, Culture. La canzone è stata prodotta dai frequenti collaboratori del trio, Deko e OG Parker.

## Video musicale
Il video musicale della canzone, diretto da Daps e Quavo, è stato pubblicato il 4 maggio 2017 tramite il canale YouTube dei Migos.

## Classifiche

### Classifiche settimanali
| Classifica (2017)         | Posizione massima |
| ------------------------- | ----------------- |
| Canada                    | 46                |
| Stati Uniti               | 29                |
| Stati Uniti (R&B/Hip-hop) | 12                |

### Classifiche di fine anno
| Classifica (2017)         | Posizione |
| ------------------------- | --------- |
| Stati Uniti               | 86        |
| Stati Uniti (R&B/Hip-hop) | 40        |